# Аморет
Аморет (англ. Amoret) — місто (англ. city) в США, в окрузі Бейтс штату Міссурі. Населення — 133 особи (2020).

## Географія
Аморет розташований за координатами 38°15′17″ пн. ш. 94°35′14″ зх. д. / 38.25472° пн. ш. 94.58722° зх. д. (38.254796, -94.587290).  За даними Бюро перепису населення США в 2010 році місто мало площу 0,55 км², з яких 0,55 км² — суходіл та 0,00 км² — водойми.

## Демографія

### Перепис 2010
Згідно з переписом 2010 року, у місті мешкало 190 осіб у 77 домогосподарствах у складі 50 родин. Густота населення становила 343 особи/км².  Було 96 помешкань (173/км²).
Расовий склад населення:
| - 94,2 % — білих - 0,5 % — корінних американців - 0,5 % — чорних або афроамериканців - 2,1 % — осіб інших рас |

До двох чи більше рас належало 2,6 %. Частка іспаномовних становила 4,7 % від усіх жителів.
За віковим діапазоном населення розподілялося таким чином: 23,7 % — особи молодші 18 років, 61,0 % — особи у віці 18—64 років, 15,3 % — особи у віці 65 років та старші. Медіана віку мешканця становила 40,8 року. На 100 осіб жіночої статі у місті припадало 93,9 чоловіків;  на 100 жінок у віці від 18 років та старших — 88,3 чоловіків також старших 18 років.
Середній дохід на одне домашнє господарство  становив 27 302 долари США (медіана — 23 214), а середній дохід на одну сім'ю — 35 274 долари (медіана — 31 250). За межею бідності перебувало 38,6 % осіб, у тому числі 44,0 % дітей у віці до 18 років та 35,3 % осіб у віці 65 років та старших.
Цивільне працевлаштоване населення становило 46 осіб. Основні галузі зайнятості: роздрібна торгівля — 28,3 %, науковці, спеціалісти, менеджери — 26,1 %, освіта, охорона здоров'я та соціальна допомога — 13,0 %, будівництво — 8,7 %.

### Перепис 2000
За даними перепису 2000 року
на території муніципалітету мешкало 211 людей, було 81 садиб та 52 сімей.
Густота населення становила 370,3 осіб/км². З 81 садиб у 32,1% проживали діти до 18 років, подружніх пар, що мешкали разом, було 45,7%,
садиб, у яких господиня не мала чоловіка — 11,1%, садиб без сім'ї — 35,8%.
Власники 17,3% садиб мали вік, що перевищував 65 років, а в 33,3% садиб принаймні одна людина була старшою за 65 років. Кількість людей у середньому на садибу становила 2,6, а в середньому на родину 3,33.
Середній річний дохід на садибу становив 26 250 доларів США, а на родину — 34 063 доларів США. Чоловіки мали дохід 22 188 доларів, жінки — 28 056 доларів. Дохід на душу населення був 10 071 доларів. Приблизно 20,8% родин та 23,9% населення жили за межею бідності.
Медіанний вік населення становив 37 років. На кожних 100 жінок віком понад 18 років припадало 94,8 чоловіків.